# Olga Cook
Olga Cook Line (nacida alrededor de 1895, y fallecida el 15 de diciembre de 1991) fue una actriz, cantante y artista de vodevil estadounidense de la década de 1920.

## Primeros años y educación
Cook era de la ciudad de Nueva York, hija del policía y atleta Edward Cook y Margaret A. Martin Cook. Se graduó de la escuela secundaria Washington Irving, y estudió canto en Nueva York con Francis Stuart.

## Carrera
Cook comenzó su carrera teatral como artista de vodevil. Apareció en musicales de Broadway, en The Passing Show de 1919, The Midnight Rounders de 1921, Blossom Time (1921-1923), y The Passing Show de 1924. También cantó en programas de radio, e interpretó su papel en un cortometraje mudo, Starland Review n.° 4 (1922). Era considerada una belleza escénica, y su dieta y estilo fueron reportados con detalle.
Cook regresó al vodevil en 1923, y protagonizó la revista Sunbonnet Sue de Gus Edwards. «Olga Cook es la reina de las cantantes de vodevil», señaló el Washington Daily News en 1923. «Sin pretensiones ni gorjeos; sin alboroto ni tonterías. Sube al escenario a grandes zancadas, abre la boca y emite sonidos hermosos. Es un éxito rotundo, y con razón». Apareció en The Student Prince en Chicago en 1925, y anunció que se tomaría un merecido descanso de los escenarios en 1926.
El descanso de Cook fue breve. En 1927, ella y el pianista Eric Zardo realizaron una gira juntos y actuaron en un concierto benéfico de medianoche en la ciudad de Nueva York para las víctimas de las inundaciones de Misisipi. En 1928, interpretó a Barbara Fritchie en una opereta titulada My Maryland, cuando se representó en Filadelfia, Nueva York y Hartford. En 1934, cantó en un servicio conmemorativo de las Hijas de la Revolución Americana en un campo de batalla en la isla Mackinac.

## Vida personal
En diciembre de 1925, Cook se casó con G. Keith Line, un "deportista millonario" que poseía establos y academias de equitación en Illinois, Míchigan y Florida. Los Lines vivieron en Chicago entre 1930 y 1940. Ella falleció en 1991.